# Ель-Гранадо
Ель-Гранадо (ісп. El Granado) — муніципалітет в Іспанії, у складі автономної спільноти Андалусія, у провінції Уельва. Населення — 572 особи (2010).

## Географія
Муніципалітет розташований на португальсько-іспанському кордоні.
Муніципалітет розташований на відстані близько 450 км на південний захід від Мадрида, 50 км на північний захід від Уельви.
На території муніципалітету розташовані такі населені пункти: (дані про населення за 2010 рік)
- Ель-Гранадо: 555 осіб
- Пуерто-де-ла-Лаха: 13 осіб
- Санта-Каталіна: 4 особи

## Демографія
Динаміка населення (INE ):